# Keiser
Keiser è un comune degli Stati Uniti d'America, situato in Arkansas, nella contea di Mississippi.